# Горбовский, Дмитрий Васильевич
Дмитрий Васильевич Горбовский (7 ноября 1907, Екатеринодар, (ныне Краснодар) — 24 апреля 1978 Москва) — советский военачальник, начальник Военной академии химической защиты (1960—1972), генерал-полковник.

## Биография
Вступил в ряды Рабоче-крестьянской Красной армии в 1927 г. курсантом военной школы им. ВЦИК, г. Москва. По окончании учёбы проходил службу в войсках в должностях командира взвода, командира роты опытного химического батальона Приволжского военного округа в пос. Шиханы Саратовской области.
В 1938 г. окончил Военную химическую академию, в 1941 г. Военную академию им. М. В. Фрунзе.
1941—1944 гг. — начальник отдела ВУЗ, заместитель начальника управления Главного военного химического управления РККА, обеспечивал подготовку офицеров-химиков для фронта.
1944—1945 гг. — начальник химических войск 2-й гвардейской армии 3-го Украинского фронта, участник Балатон—Будапештской и Венской операций Великой Отечественной войны.
В 1948 г. окончил Высшую военную академию им. К. Е. Ворошилова.
1948—1956 гг. — начальник учебного отдела, начальник кафедры общей тактики, оперативной подготовки и химической службы Военной академии химической защиты им. К. Е. Ворошилова.
1956—1960 гг. — начальник химических войск Группы Советских войск в Германии.
1960—1972 гг. — начальник Военной академии химической защиты.
1972—1978 гг. — консультант начальника Военной академии Генерального штаба ВС СССР им. К. Е. Ворошилова.
Скончался 24 апреля 1978 г., похоронен на Кунцевском кладбище г. Москвы.

## Награды
- Орден Ленина
- Орден Красного знамени
- Орден Отечественной войны II степени
- Орден Трудового Красного Знамени
- Три ордена Красной Звезды
- Орден «За службу Родине в Вооружённых Силах СССР» III степени
- Медаль «В ознаменование 100-летия со дня рождения Владимира Ильича Ленина»
- Медаль «За взятие Будапешта»
- Медаль «За взятие Кёнигсберга»
- Медаль «За взятие Вены»
- Медаль «За победу над Германией в Великой Отечественной войне 1941—1945 гг.»
- Медаль «20 лет Победы в Великой Отечественной войне 1941—1945 гг.»
- Медаль «30 лет Победы в Великой Отечественной войне 1941—1945 гг.»
- Медаль «30 лет Советской Армии и Флота»
- Медаль «40 лет Вооружённых Сил СССР»
- Медаль «50 лет Вооружённых Сил СССР»
- Медаль «60 лет Вооружённых Сил СССР»
- Медаль «Ветеран Вооружённых Сил СССР»
- Медаль «В память 800-летия Москвы»
- Иностранные награды